# Problema sinoptică

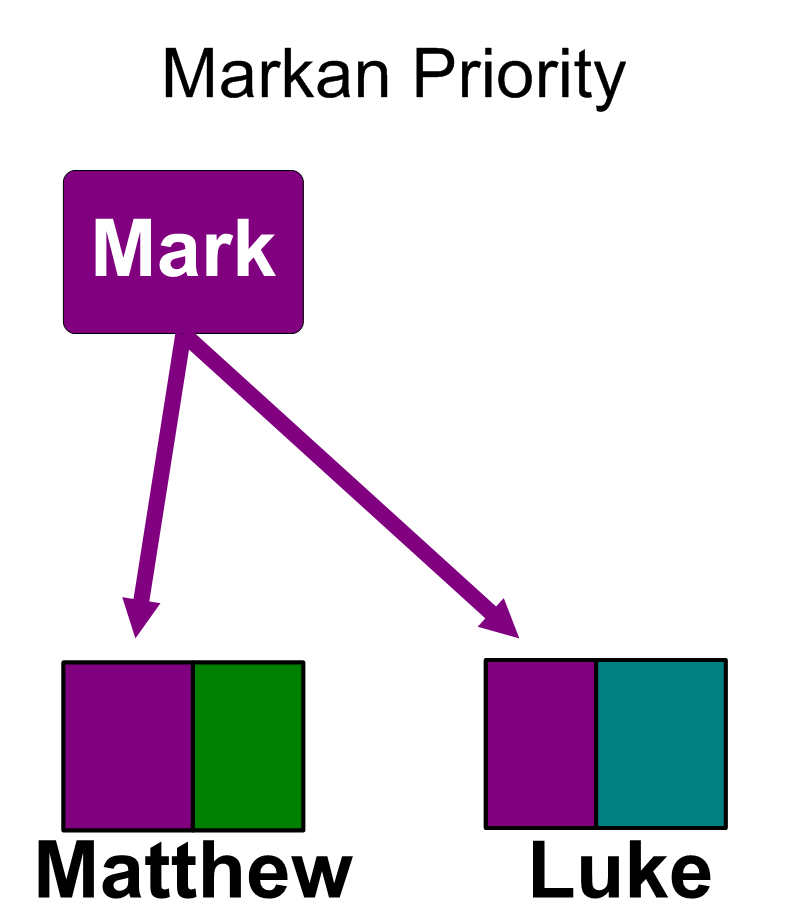
Anterioritatea evangheliei după Marcu

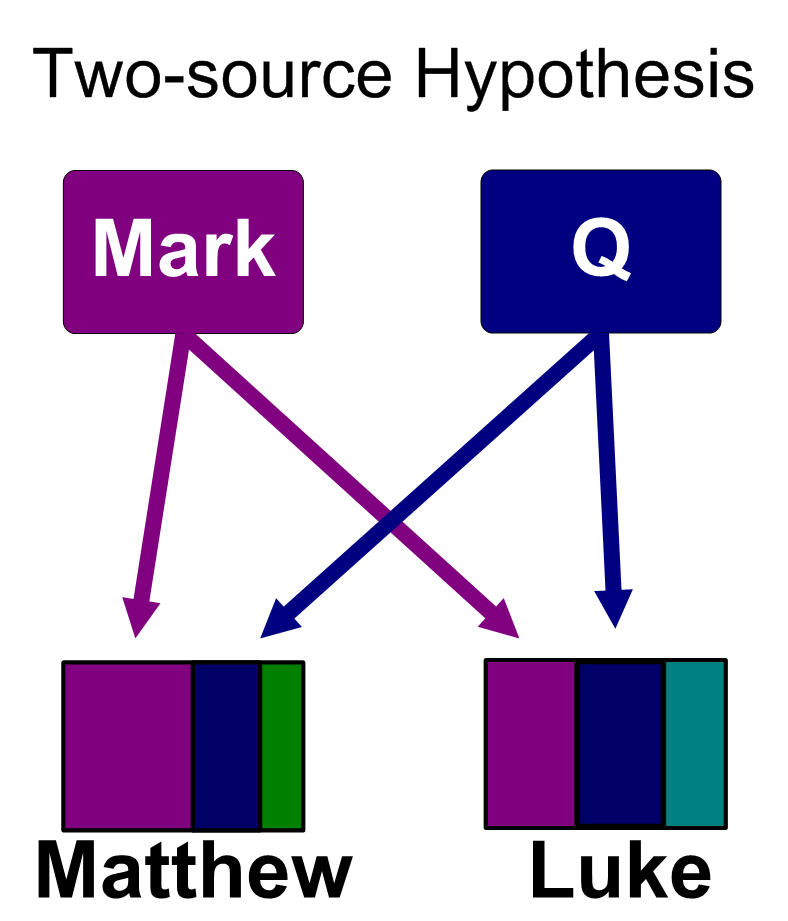
Sursa Q

Problema sinoptică se referă la determinarea relației literare dintre cele trei evanghelii sinoptice: Matei, Marcu și Luca.
Există două poziții care evită problema sinoptică, negând existența unei relații literare între cele trei evanghelii. Prima poziție susține că nu este nevoie de o explicație pentru asemănările (uneori cuvânt cu cuvânt) dintre cele trei evanghelii, deoarece toate trei ar fi fost scrise sub inspirația Duhului Sfânt. A doua poziție postulează o tradiție orală comună în spatele evangheliilor sinoptice, explicând diferențele ca rezultând din variații ale tradiției sau intervenții redacționale.
Argumentul cel mai puternic în favoarea existenței unei relații de dependență între texte este, pe lângă concordanța pe alocuri literală între acestea, observarea unor tipare comune în ordinea relatării evenimentelor. Există mai multe ipoteze în măsură să explice interdependența evangheliilor. Cea mai populară este teoria celor două surse, care susține anterioritatea lui Marcu⁠(fr)[traduceți] și cunoașterea de către Matei și Luca a unui document ipotetic numit „sursa Q”, conținând în principal ziceri ale lui Isus din Nazaret (în germană Logienquelle, „izvorul care a consemnat zicerile”). Anterioritatea lui Marcu este susținută și de unii cercetători care nu recunosc existența lui Q, preferând să adere la ipoteza Farrer, conform căreia Matei a avut surse independente și a fost urmat de Luca. 
În mod tradițional și greșit, urmând părerea Sfântului Augustin, Biserica a considerat că cea mai veche evanghelie ar fi fost cea după Matei, acesta fiind motivul pentru care Noul Testament începe cu evanghelia după Matei. În prezent opinia comună între exegeți, deopotrivă catolici și protestanți, este că cea mai veche evanghelie este cea după Marcu. Autorii evangheliilor după Matei și după Luca au cunoscut textul lui Marcu, precum și „sursa Q”.